# Dalton (album)
 For alternative betydninger, se Dalton. (Se også artikler, som begynder med Dalton)
Dalton var den danske gruppe Daltons selvbetitlede debutalbum, der blev udgivet den 5. november 1992.
Dalton, der består af Allan Olsen, Johnny Madsen, Lars Lilholt, optrådte i perioden 1982–86 på fortrinsvis små spillesteder. Trioen spillede igen sammen i februar 1990, men afviste i den forbindelse at de ville indspille et album. I perioden fra april til september 1992 indspillede trioen sit debutalbum og udgav debutsinglen "Hollywood" i oktober 1992. Albummet modtog i januar 1993 guld for 40.000 solgte eksemplarer.
Singlen "Dalton" nåede femtepladsen på Tjeklisten og tilbragte i alt 16 uger på listen.
Albummet og samarbejdet var egentligt tænkt som et engangsforetagende, men det blev fulgt op af Tyve ti 17 år senere.

## Indhold
Alt tekst skrevet af Dalton, alt musik komponeret af Dalton, undtagen "Selskabsmadonna" musik af Gordon Lightfoot; og "Bliv derude" musik af Richard Thompson..
| 1.  | "Hollywood"                                                  | Johnny Madsen                            | 3:25 |
| 2.  | "Lilly fra Løkken (På Bellevue Strandpavillon Blokhus 1969)" | Lars Lilholt                             | 2:41 |
| 3.  | "Under rimelige grænser"                                     | Allan Olsen, Johnny Madsen               | 4:00 |
| 4.  | "Selskabsmadonna"                                            | Allan Olsen                              | 3:0  |
| 5.  | "Blå måne over Themsen"                                      | Johnny Madsen                            | 3:30 |
| 6.  | "Kulissemanden"                                              | Lars Lilholt                             | 4:17 |
| 7.  | "Bliv derude"                                                | Lars Lilholt                             | 3:01 |
| 8.  | "Dalton"                                                     | Johnny Madsen, Allan Olsen, Lars Lilholt | 2:37 |
| 9.  | "Den by jeg kommer fra"                                      | Allan Olsen                              | 5:26 |
| 10. | "Kurfürstendam"                                              | Lars Lilholt                             | 2:52 |
| 11. | "Da jeg trak renter"                                         | Allan Olsen                              | 4:07 |
| 12. | "Middle of the Road"                                         | Lars Lilholt, Johnny Madsen              | 3:01 |